# 金永日
金永日（1947年3月17日—2023年9月30日），又译为金英日或金永一，是朝鲜的高級外交官，曾任外务省副相（即外交部副部长），總管對中華人民共和国、日本及其他亚洲各国外交事务。
金永日於平壤外國語大學法語系畢業，會說流利法語及英語。1975年加入朝鮮外務省，於國際部工作。
金曾就职于朝鲜驻阿尔及利亚大使馆，并出任过朝鲜驻利比亚大使。据称金与現任中华人民共和国外交部部長王毅保持着良好的私人关系。
2002年9月，當日本前首相小泉純一郎訪問平壤時，金永日負責到平壤順安國際機場迎接。
2013年5月15日，朝鲜劳动党中央书记金永日会见了日本内阁危机管理特别担当顾问饭岛勳。